# Agyi anatómiai atlaszok
Az agyi anatómiai atlaszok és sablonok elsősorban az agyi képalkotó eljárások során az egyes területek azonosítását segítik. Mivel az emberek agya nem egyforma, ezért szükség van valamilyen eszközre, amely segítségével össze lehet hasonlítani az egyes emberekről készült felvételeket, és beazonosítani az agyterületeket.

## Sablonok és atlaszok
A sablonok kizárólag alakokat jelölnek, további információk nélkül; ezekhez igazítják a többi agyat. Külön sablonok léteznek például felnőttre és gyermekekre, illetve a különböző fajokhoz is más-más atlaszok tartoznak.
Az atlaszok adatbázisok, amelyek a tradicionális nevezéktant használva egy adott koordináta-rendszerben meghatározzák és rendszerezik a pontok meghatározott tulajdonságait – pl. milyen szövet van ott, melyik struktúra, milyen architektonika jellemző, stb. Az atlaszokban a címkék konzisztens terminológiát biztosítanak az egyes agyi területek kvalitatív leírására.

## A Talairach-atlasz
Az 1988-as Talairach-atlaszt  egy 60 éves, jobbkezes európai nő agyáról készült MR-felvételek alapján hozták létre, és egy sor magas felbontású, színes keresztmetszeti ábrát tartalmaz (a nyílirányú, koronális és transzverzális síkokban – ld. Az anatómiában használatos síkok és irányok c. szócikket). Eredetileg a sztereotaktikus és funkcionális idegsebészetben használták, majd hosszú időn keresztül ez volt az ad hoc sztenderd az agyi képalkotó eljárásoknál a lokalizációhoz.
A Talairach-atlaszban meg vannak nevezve a Brodmann-áreák (ld. lokalizáció a neurológiában), bár igencsak hozzávetőleges pontossággal, illetve a területek közti határvonalak nincsenek kijelölve.

### Talairach-koordináták
A sztereotaxiás koordináta-rendszerben minden agy elhelyezhető egy 3 dimenziós térben. Az agyak egyes pontjaihoz az x, y és z tengelyeken koordináták rendelhetők, amelyek milliméterben kifejezett értékeket jelölnek. Emellett az egyes agyakra egy meghatározott szerkezettel rendelkező, de változtatható méretű koordináta rendszerhez illeszthető, így az agyakban minden pontot hozzá lehet rendelni ennek a térhálózatnak egy pontjához. Ennek a rendszernek előnye, hogy könnyen összehasonlíthatóvá teszi az eltérő tulajdonságokkal rendelkező agyakat, illetve a különböző kutató laborokban kapott eredményeket.
A koordináták alapja, hogy két pontot, vagyis az anterior és a poszterior komisszúrát (AC és PC) egy egyenesen helyez el, ez az y tengely. Az AC pont az origót, vagyis a kezdőpontot, és a távolságokat innen kiindulva mérik. A z-tengelyt a két félteke közötti elválasztó sík jelöli ki2. A Talairach-koordinátákat szokás sztereotaxiás koordinátáknak is nevezni.

### A Talairach-atlasz korlátai
Az atlasz alapjául szolgáló metszetek egyrészt post mortem (azaz a halál beálltát követően) készültek, másrészt egy átlagosnál kisebb méretű agyon. Ez azt jelenti, hogy a legtöbb agyat igencsak el kell görbíteni ahhoz, hogy beleférjen az atlasz kis méretébe, ami hibákat okozhat.
Másrészt a Brodmann-áreák megnevezése, mivel szemmel történő becslés alapján zajlott és nem hisztológiai vizsgálat alapján, ezért jelentős pontatlanságokat tartalmazhat.
Ennek ellenére felbecsülhetetlen értékű eszköz a modern idegi képalkotásban, és alapjául szolgált a későbbi, reprezentatívabb agyi anatómiai atlaszok, mint például az MNI atlasz létrehozásának.

## Az MNI sablonok
Az MNI, vagyis a Montreal Neurological Institute munkatársai szerettek volna meghatározni egy képet az agyról, amely a népességre nézve reprezentatívabb (azaz jobban leírja az átlag emberi agyat). Létrehoztak egy új sablont, amelyet nagyjából hozzáillesztettek a Talairach-atlaszhoz egy kétlépcsős eljárásban.
Először is, vettek 250 MRI-képet, és kézzel meghatároztak számos tájékozódási pontot annak érdekében, hogy az AC-PC vonalhoz hasonló vonalat azonosítsanak. Az összes agyat úgy skálázták, hogy a tájékozódási pontok illeszkedjenek a Talairach-atlasz megfelelő pontjaihoz. Így jött létre a 250 agyból álló atlasz, amit igen ritkán használnak, később ehhez további 55 képet, így jött létre az MNI305, amely összesen 305 személy adatait használta fel (ezek közül 239 férfi és 66 nő, az életkori szórás 23,4). A jelenlegi sztenderd sablon az MNI152, amelyet az MNI305-höz illesztettek.

### Az MNI hátrányai
Az MNI sablont lineáris átalakításokkal nem lehet elég pontosan a Talairach-atlaszhoz illeszteni. Ez többek között azért lehet, mert a Talairach-atlasznak szokatlan formája van, és emiatt nehéz egy átlagos agyat hozzáilleszteni. Ennek eredményeképpen az MNI-agyak némileg nagyobb méretűek (magasabbak, mélyebbek és hosszabbak) a Talairach-agynál. Ezek a különbségek az agy középpontjától a szélek felé távolodva egyre nőnek, és a szélén elérik a 10 mm-es maximumot. Az MNI-agy kb. 5 mm-el magasabb és kb. 5 mm-el hosszabb. A fali lebenyek kb. 10 mm-rel mélyebbre nyúlnak az MNI-agyban.
Mivel az SPM (egy képalkotó elemző program, lásd pl. a voxelalapú morfometria szócikket) az MNI-t használja, ezért a Talairach-atlasz alapján pontatlan az SPM-elemzések eredményeinek értelmezése.

### Az MNI- és Talairach-koordináták átváltása
A kettő közötti átváltásra nincsen egyetlen tökéletes módszer. Problémát okoz, hogy a Talairach-agy alakja jelentősen eltér az MNI-től, elsősorban a fali lebeny területén.
Több módszer létezik az adatok konvertálására, amelyek eltérő algoritmusokkal dolgoznak. A BrainMap egy online adatbázis, ahol publikált funkcionális képalkotó eljárásokkal (fMRI, PET) készült eredményeket tesznek közzé, amelyeknél a különböző aktivációs helyeknek a koordinátáit tartalmazzák. Abból a célból készült, hogy a különböző területeken (nyelv, emlékezet, figyelem, érzelem, észlelés) használt módszerek és a kapott adatok megoszthatók legyenek; így kiválóan alkalmas metaelemzések készítésére is. A BrainMap egyik szoftverének segítségével, a GingerALE-lel lehetséges a koordináták átváltása, de létezik egy egyszerű online felület is, a BioImageSuite ahol szintén egyszerűen átválthatók az adatok. További konverterek találhatók többek között az Anatómia és koordináták oldalon.